# Szózat

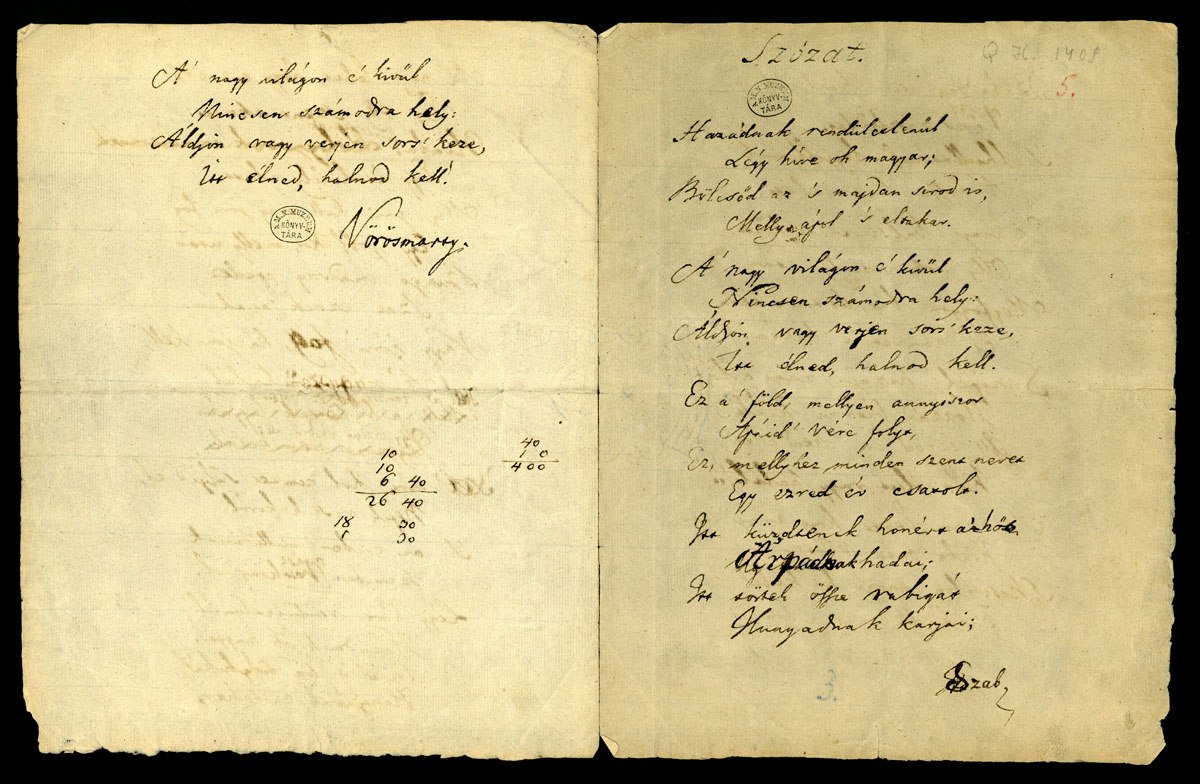
A Szózat kézirata

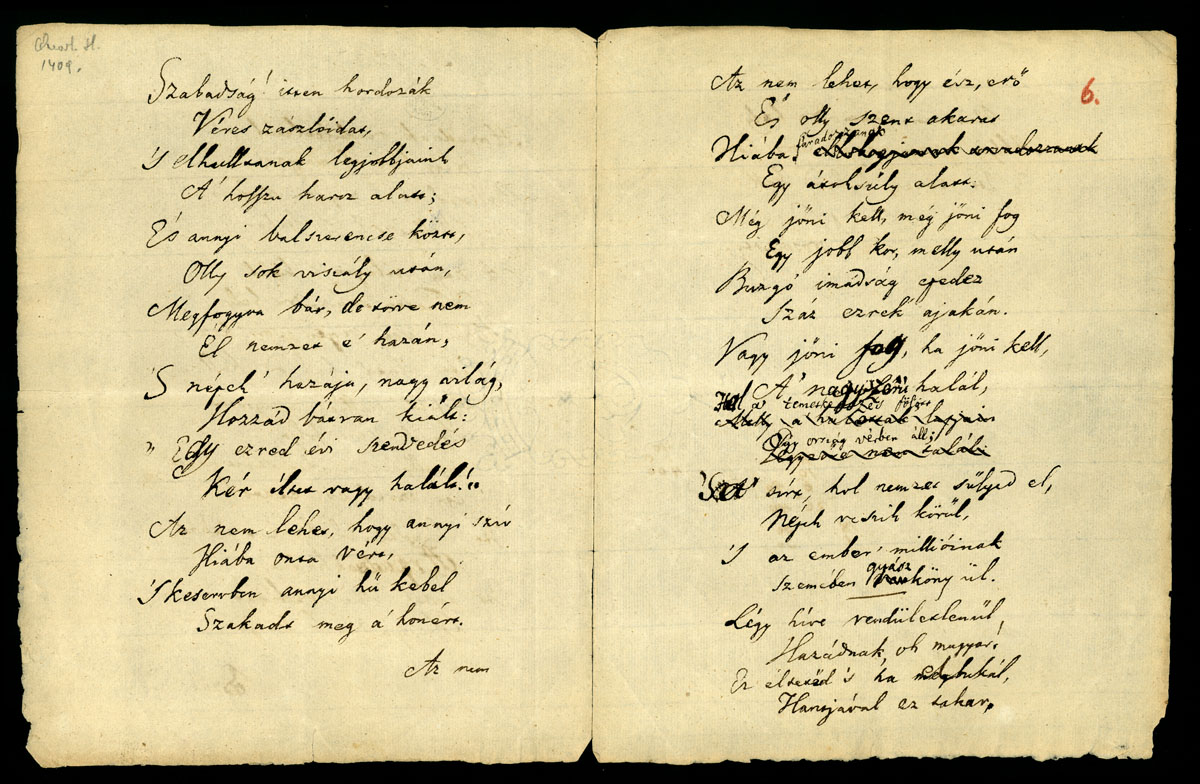
A Szózat kézirata (5-13. versszak)

A Szózat Vörösmarty Mihály megzenésített verse, a magyarok nemzeti éneke a Himnusz mellett.

## Keletkezése
Vörösmarty Mihály 1836-ban írta meg versét, amely az Aurora nevű almanachban jelent meg 1837-ben. A költeményre Egressy Béni írt zenét 1843-ban, amikor annak megzenésítésére Bartay Endre, a nemzeti színházi igazgatója pályadíjat tűzött ki. A mű ősbemutatójára 1843. május 10-én került sor a Nemzeti Színházban. A Szózatot második himnuszunknak is nevezik. Sokáig vita tárgya volt, hogy a Himnusz vagy a Szózat legyen a nemzeti himnuszunk. 1843-ban a Pesti Hírlap a költeményt „a nemzet béke s hadi dalának” nevezte.
Vörösmarty alkotásának címe megadja a beszédhelyzetet, egy szónok (a költő) beszédet, szónoklatot intéz a magyar néphez.
Vörösmarty Szózata hasonló gondolatokat vet fel, mint Kölcsey Ferenc versei, sőt, mintha az ő gondolatmeneteit folytatná, de hangvétele merőben más: míg a Himnusz egy ima, a Szózat sokkal inkább szónoklatnak hat, az elbeszélő szónoki szerepben beszél és a hallgatót/olvasót szólítja meg; valamint a Himnuszban az ima szinte könyörgéssé válik az utolsó versszakban, a Szózat sokkal lelkesítőbb, sokkal határozottabb, hazaszeretetre és hűségre ösztönzőbb. De számol a Himnusz aggodalmaival, s lehetőségnek látja a nemzethalált is: „Vagy jőni fog, ha jőni kell, a nagyszerű halál”. Ugyanakkor lehetségesnek látja a jobb kor eljövetelét is „még jőni fog egy jobb kor". Figyelembe veszi a Huszt figyelmeztetését is: „messze jövendővel” veti össze a jelent. A költeményben a múlttal három, a jövővel hat versszak foglalkozik.
Angolra Watson Kirkconnell kanadai író, akadémikus fordította le, de számos egyéb nyelvre is átültették, lásd: A Hymnus és a Szózat tizenhét nyelven. Szlovák nyelvre többek között Germanecz Károly fordította le. Kardos János hodosi lelkész muravidéki, közismert nevén vend nyelvre fordította le, amely egyúttal az első szlovén nyelvű fordítása is ennek a műnek.
Vörösmarty Mihály:
Szózat
Hazádnak rendületlenűl
Légy híve, oh magyar-.
Bölcsőd az s majdan sírod is,
Mely ápol s eltakar.
 
A nagy világon e kívűl
Nincsen számodra hely;
Áldjon vagy verjen sors keze:
Itt élned, halnod kell.
 
Ez a föld, melyen annyiszor
Apáid vére folyt;
Ez, melyhez minden szent nevet
Egy ezredév csatolt.
 
Itt küzdtenek honért a hős
Árpádnak hadai;
Itt törtek össze rabigát
Hunyadnak karjai.
 
Szabadság! Itten hordozák
Véres zászlóidat,
S elhulltanak legjobbjaink
A hosszu harc alatt.
 
És annyi balszerencse közt,
Oly sok viszály után,
Megfogyva bár, de törve nem,
Él nemzet e hazán.
 
S népek hazája, nagy világ!
Hozzád bátran kiált:
„Egy ezredévi szenvedés
Kér éltet vagy halált!”
Az nem lehet, hogy annyi szív
Hiába onta vért,
S keservben annyi hű kebel
Szakadt meg a honért.
 
Az nem lehet, hogy ész, erő
És oly szent akarat
Hiába sorvadozzanak
Egy átoksúly alatt.
 
Még jőni kell, még jőni fog
Egy jobb kor, mely után
Buzgó imádság epedez
Százezrek ajakán.
 
Vagy jőni fog, ha jőni kell,
A nagyszerű halál,
Hol a temetkezés fölött
Egy ország vérben áll.
 
S a sírt, hol nemzet sűlyed el,
Népek veszik körűl,
S az ember millióinak
Szemében gyászköny űl.
 
Légy híve rendületlenűl
Hazádnak, oh magyar:
Ez éltetőd, s ha elbukál,
Hantjával ez takar.
 
A nagy világon e kívűl
Nincsen számodra hely;
Áldjon vagy verjen sors keze:
Itt élned, halnod kell.
(1836)

## Kotta és dallam

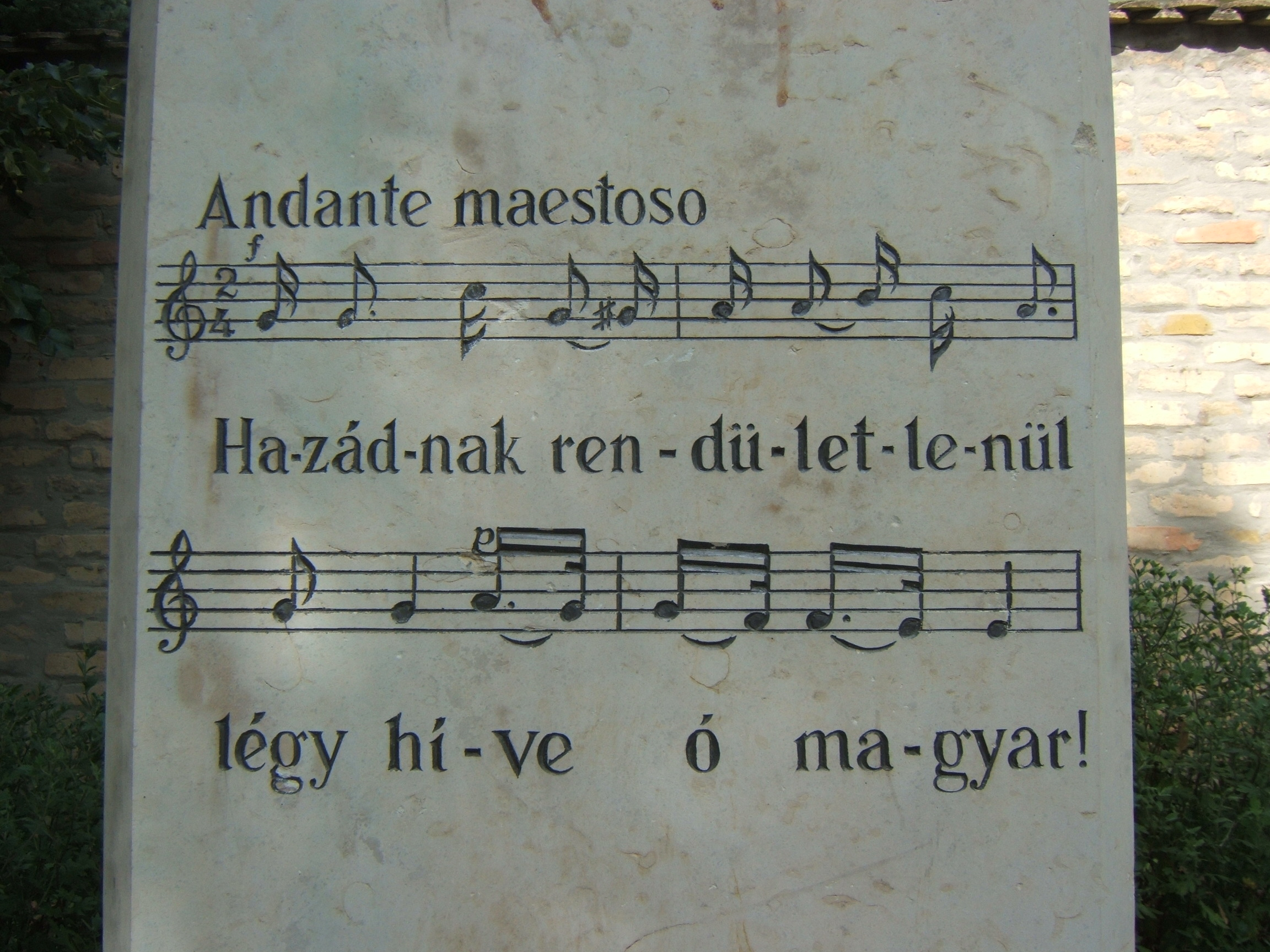
A Szózat részlete a simontornyai Egressy-emlékművön

## Hatása
Vörösmarty Mihály Szózata erőteljes hatással volt a finn himnusz stílusára és tartalmára is. Abraham Herman August Kellgren (1822—1856) fordításában, Ungersk nationalsàng címmel jelent meg 1845. április 14-én a helsingforsi Morgonbladet című újságban. Itt olvashatta Johan Ludvig Runeberg is svéd fordításban. Runeberg átvette a Szózat versformáját, ám a versszakokat megtoldotta még egy, az első sorral rímelő jambusi sorpárral. Tematikáját tekintve Runeberg is hasonló gondolatokat ültetett és hasonló érzelmi töltetet adott művének.
A nemzetek választott énekei, ahogy mondtam, nem mindig költői remekművek. Sőt többnyire elég közepes versélmények. A Szózat azonban, mint a Himnusz is, tagadhatatlanul költői remek. Nyelve csodálatosan emelkedett, versépítése tömör, egységes, fölfelé ívelő gondolatainak látomásos ereje a költészet legtitkosabb magaslataiba emeli. Ez a költői varázs teljesen megejtette figyelmemet. Csak a világháború után döbbentem rá, hogy ennek a költészetnek, mint minden igazi költészetnek, a valóság számára is jelentése és jelentősége van. Hogy ez a Szózat valóságos "szózat", azaz szóemelés: egy nemzet szava, önnön emberi öntudatán át, az emberiséghez.